# 盖奥赖
盖奥赖（Georai），是印度马哈拉施特拉邦Bid县的一个城镇。总人口28492（2001年）。

## 人口
该地2001年总人口28492人，其中男性14768人，女性13724人；0—6岁人口3978人，其中男2119人，女1859人；识字率67.33%，其中男性为75.65%，女性为58.38%。